# ليندا مالناتي
ليندا مالناتي (1855-1921) ناشطة إيطالية مؤثرة في مجال حقوق المرأة، وعضو في نقابة العمال، ومؤيدة لحقوق المرأة في الاقتراع، وداعية إلى السلام وتربوية.  تُذكر لمجهوداتها من أجل تحسين ظروف العمل للمعلمين في تسعينيات القرن التاسع عشر، ولإسهاماتها إلى المجَلات التي تدعو إلى تحسين الظروف النساء العاملات، وفي مطلع القرن المنصرم، لدعمها حق النساء في التصويت. كانت عضوًا ناشطًا في العديد من المنظمات النسائية.

## النشأة والتعليم
وُلِدت ليندا مالناتي في 19 أغسطس 1855 في ميلانو، كابنة جياكومو وكارول بيدريولي. تلقت تعليمها في البيئة الديمقراطية للمدينة، واكتسبت اهتمامًا بالعدالة الاجتماعية وتحرر المرأة، متأثرة بشدة بالنسويات لورا سوليرا مانتيغاتزا وأليساندرينا ماسيني رافيتزا وآنا ماريا موتزوني.

## الحياة المهنية
مقالتها الأولى، التي نُشِرت في المجلة الجمهورية Libertà e associazione)) كانت بعنوان ⟪Alle donne e specialmente alle donne italiane⟫ بمعنى (إلى النساء وبالأخص إلى الإيطاليات منهن).  في عام 1875، كانت تعمل لدى بلدية ميلانو كمعلمة للصفوف الدنيا، وعملت في عام 1888 للصفوف العليا.  كانت مكرسة نفسها للتدريس، معتقدة أن التعليم والتحرر كانا وراء إحياء المجتمع، وهما ما قاد إلى التنمية الديمقراطية. كانت أيضًا ملتزمة بتحسين ظروف معيشة وعمل المعلمين، بما في ذلك الأجر المتساوي للرجال والنساء، وهو موضوع كتبت عنه في مجموعة متنوعة من المجلات والصحف.
برؤيتها الرامية إلى تشجيع النساء العاملات على تنظيم أنفسهن، إلى جانب آنا كوليسيوف وكارلوتا كليريتشي، أنشأت في عام 1890 قسمًا للنساء في كاميرا ديل لافورو في ميلانو، مما شكل نوعًا من اتحاد العمال.  في عام 1893، أنشأت قسمًا لمعلمي المدارس أثناء تنشيطها وترأسها ⟫رابطة حماية اهتمامات المرأة⟪ (بالإيطالية: Lega per la tutela degli interessi femminili) التي سبق وأنشأتها موزوني في عام 1881. وفي أواخر تسعينيات القرن التاسع عشر، شاركت في مظاهرات العمال، خاصة في أحداث مايو 1898.
بصفتها كاتبة في مجلة (Vita femminile) ⟫حياة النساء⟪، علقت على العلاقة بين الاشتراكية والحركة النسائية، داعية النساء إلى الجمع بين النضال ضد التفريق الطبقي والجنسي على حد سواء.  من بين المنظمات النسائية التي نشطت فيها، أنشأت في عام 1903 (Comitato per il risveglio dell'atività femminile) ⟫لجنة نشاط الصحوة النسائية⟪ تحت لواء رابطة المعلمين في ميلانو.  تسبب هذا في قيام عدد من المعلمين الذكور بتكوين جمعيتهم الخاصة بالرجال. كما شجعت التعليم قبل المدرسي ودعمت جامعة ميلان البوليولارية كعضو في اللجنة التوجيهية.
على النقيض من عقيدة الحزب الاشتراكي، اعتبرت مالناتي حق المرأة في التصويت هو حجر الزاوية في تحرير المرأة وتطورها. بعد أن أثار روبرتو ميرابيلي مسألة الاقتراع العام لكلا الجنسين في المناقشات البرلمانية في عام 1904، إلى جانب موزوني، أنشأت لجنة (Comitato milanese Pro Suffragio) ⟫لجنة الاقتراع العام لكلا الجنسين في ميلانو⟪ في عام 1906  وكذلك لجنة التنسيق الوطنية.  في مؤتمر ميلانو في أبريل 1907 الذي نُظِّم من قبل الكاثوليك، شددت على أهمية حق اقتراع النساء. في العام التالي، في المجلس الوطني للمرأة الإيطالية، ذهبت إلى حد طرح اقتراح بحظر التعليم الديني في المدارس الابتدائية، واستبداله بفصول مقارنة بين الأديان.  بعد تبني الاقتراح، قطع الكاثوليك تعاونهم مع الجمعيات النسائية العلمانية، وأنشأوا المنظمة النسائية الخاصة بهم.
في عام 1914، اقترحت بالاشتراك مع كليرتشي تأسيس رابطة للحياد. خلال الحرب العالمية الأولى، ساعدت في تقديم أعمال المساعدة المدنية والرعاية اللاجئين. من 1914 إلى 1920، كانت تدير دار أيتام لو ستيلين التي ارتبطت بها منذ فترة طويلة. في عام 1917، تبنت مرة أخرى قضية السلام، وتعزيز المشاركة الدولية.
نتيجة لمعاناة ليندا مالناتي من مرض خطير، تقاعدت إلى مدينة بليفيو على الساحل الشرقي لبحيرة كومو حيث توفيت في 22 أكتوبر 1921